# SPIN1
La Spindlin 1, también conocida como SPIN1, es una proteína cuya estructura permite la unión de alta afinidad con histonas que metilan el ADN. Esta elevada capacidad de unión la convierte en un control epigenético de la célula, capaz de dirigir algunas vías de señalización y expresión génica. Estudios recientes relacionan diferentes tumores comunes en humanos a la elevada expresión de SPIN1, debido a que esta proteína promueve la proliferación celular, incrementa la resistencia a químicos y radiación y por ende aumenta las probabilidades de metástasis.
La identificación de esta proteína se dio por primera vez en oocitos de ratón y en su formación embrionaria. Esta forma parte del desarrollo embrionario de los ratones, ya que se localiza en el núcleo celular durante la interfase y promueve la expresión de ciertos genes, como rRNA.

## Estructura

### Estructura
SPIN1 es una proteína codificada por el gen SPIN1, encontrado en el cromosoma 9 (humano) en la posición 9q22.1–22.3.
La estructura tridimensional de SPIN1 se diferencia en 2 fragmentos: el extremo N-terminal que no está estructurado y el resto de la proteína que está plegada para formar 3 dominios tudor en tándem. 
Cada dominio tudor supone una repetición de Spin/Ssty (consta de unos 50 aminoácidos). Se ha demostrado que la combinación de estos dominios tiende a formar un homodímero. Además, también se combinan tres dominios tudor para formar una estructura triangular que permite a la proteína reconocer modificaciones post-traduccionales en las histonas, como por ejemplo la metilación.

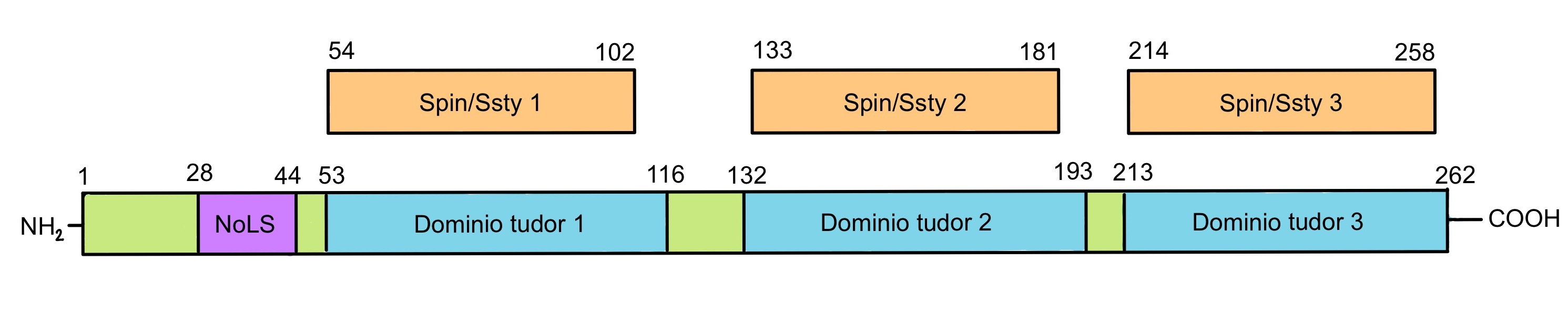
Estructura simplificada de la proteína SPIN 1. Se muestran el número de aminoácidos de cada dominio tudor, repetición SPIN/Ssty y NoLS, y en el orden en el que se encuentran dentro del polipéptido.

En cada dominio se encuentran dos iones fosfatos enlazados mediante puentes de hidrógeno con Thr95 y otros residuos. Esta interacción estabiliza la estructura en forma de bucle creada entre el dominio I y el dominio II. Esta estabilidad estructural es esencial para la regulación del ciclo celular por parte de SPIN1.
Por otra parte, el extremo N-terminal no está estructurado y contiene una NoLS que controla la localización nuclear de la proteína. Estudios recientes han demostrado que posiblemente la localización de esta proteína en el nucléolo está facilitada por el transportador B23.

### Unión con histonas
Las repeticiones tudor se unen a las partes H3K4me3 y H3R8me2a de la histona H3. H3K4me3 está trimetilada en la lisina 4 (Lys-4) mientras que H3R8me2a está dimetilada asimétricamente en la arginina 8 (Arg-8). SPIN1 reconoce este patrón de metilación en la histona 3 y actúa como un activador de la vía Wnt/β-cat, PI3K/AKT y RET. Asimismo, las interacciones entre los diferentes dominios tudor de SPIN1 le confieren una gran afinidad a H3K4me3, lo que causa la facilitación de la transcripción de genes de rRNA.

## Función
Las principales funciones de SPIN1 son reconocer partes de la histona H3 y estimular la transcripción del ARN ribosomal (rRNA).  Sin embargo, recientemente se ha demostrado que esta proteína está relacionada con la tumorgénesis. 

### Transcripción de rRNA

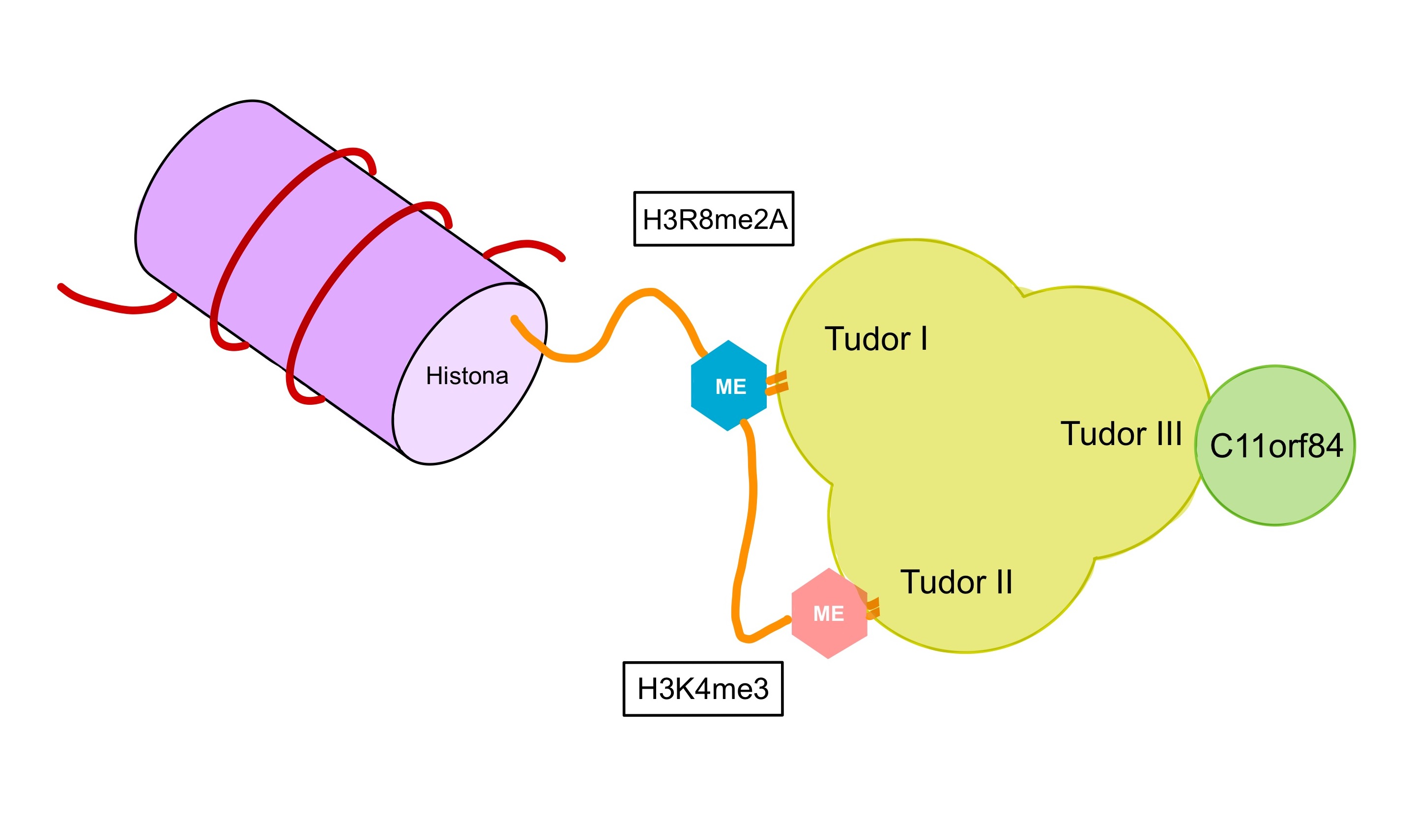
Esquema simplificado de la formación del complejo SPIN1 con la proteína C11orf84. C11orf84 se une al dominio tudor 3 de SPIN1 y, cuando el complejo reconoce H3R8me2A y H3K4me3, desplaza las proteínas HP1, permitiendo que entre la maquinaria de transcripción.

El mecanismo según el cual SPIN1 activa la transcripción de rRNA había sido hasta el día de hoy una gran incógnita. Estudios recientes han mostrado una de las vías que causan la interacción entre los dominios tudor de la proteína y la transcripción genómica de ciertos genes rRNA.
La transcripción del RNA ribosómico está controlado por factores epigenéticos como la metilación del DNA y la presencia de histonas. A pesar de ser una de las transcripciones más activas, parte de los genes que la codifican se encuentran inactivados. Su transcripción es reprimida por algunos marcadores supresores, tales como la metilación de H3.
SPIN1 tiene un papel fundamental en la transcripción de rRNA. Esta proteína forma un complejo con C11orf84, debido a su interacción con el dominio tudor 3, previamente mencionado. Este complejo se une a una secuencia de péptidos de la histona H3 trimetilada en la lisina 4 (H3K4me3). Los dominios 1 y 2 se unen a la histona metilada, mientras que C11orf84 le confiere estabilidad al complejo. Se ha demostrado como el complejo Spindlin1/C11orf84 al unirse a H3, puede desplazar proteínas HP1 existentes en la cromatina equilibrada y permite que la maquinaria de RNA Pol I tenga acceso a estos genes de rRNA para la activación transcripcional.

### Implicación de SPIN1 en la tumorgénesis
SPIN1 puede controlar epigenéticamente múltiples vías de señalización asociadas a la tumorgénesis, incluidas las vías RP-MDM2-p53, Wnt, PI3K/AKT o  RET. Pruebas considerables han demostrado que SPIN1 se sobreexpresa en muchos tipos de cáncer, lo que puede promover la proliferación celular, la transformación, la metástasis y la resistencia química o a la radiación. Con la creciente comprensión de la estructura de la proteína SPIN1, se han desarrollado algunos inhibidores para interferir con el reconocimiento entre SPIN1 y la metilación de las histonas H3K4me3 y H3R8me2a y bloquear sus funciones oncogénicas. Por lo tanto, desde el punto de vista terapéutico, SPIN1 puede convertirse en una nueva diana potencial para el tratamiento.  
La pérdida y ganancia de dominios bivalentes, como H3K4me3/H3K9me3, son fundamentales para regular los impulsores pro-metastásicos en el melanoma. Estas observaciones han planteado una pregunta interesante sobre si el complejo Spindlin1/C11orf84 participa activamente en la regulación de estos genes maestros mediante el reconocimiento directo de la marca bivalente H3K4me3K9me3. 
Se requiere de la biogénesis hiperactiva de ribosomas para satisfacer el rápido crecimiento y proliferación de células cancerosas. Dado que el complejo Spindlin1/C11orf84 promueve la transcripción de los genes de rRNA, no sorprende que Spindlin1 se sobreexprese en muchos cánceres humanos y participe en el crecimiento, la migración y la invasión de células tumorales. La eliminación de Spindlin1 suprimió el crecimiento y la proliferación celular en varias líneas de células tumorales. Por lo tanto, estos datos sugieren una nueva estrategia terapéutica para bloquear la unión de Spindlin1 a H3 metilado para inhibir el crecimiento tumoral y la metástasis.

#### Vías reguladas por SPIN1 durante la tumorgénesis

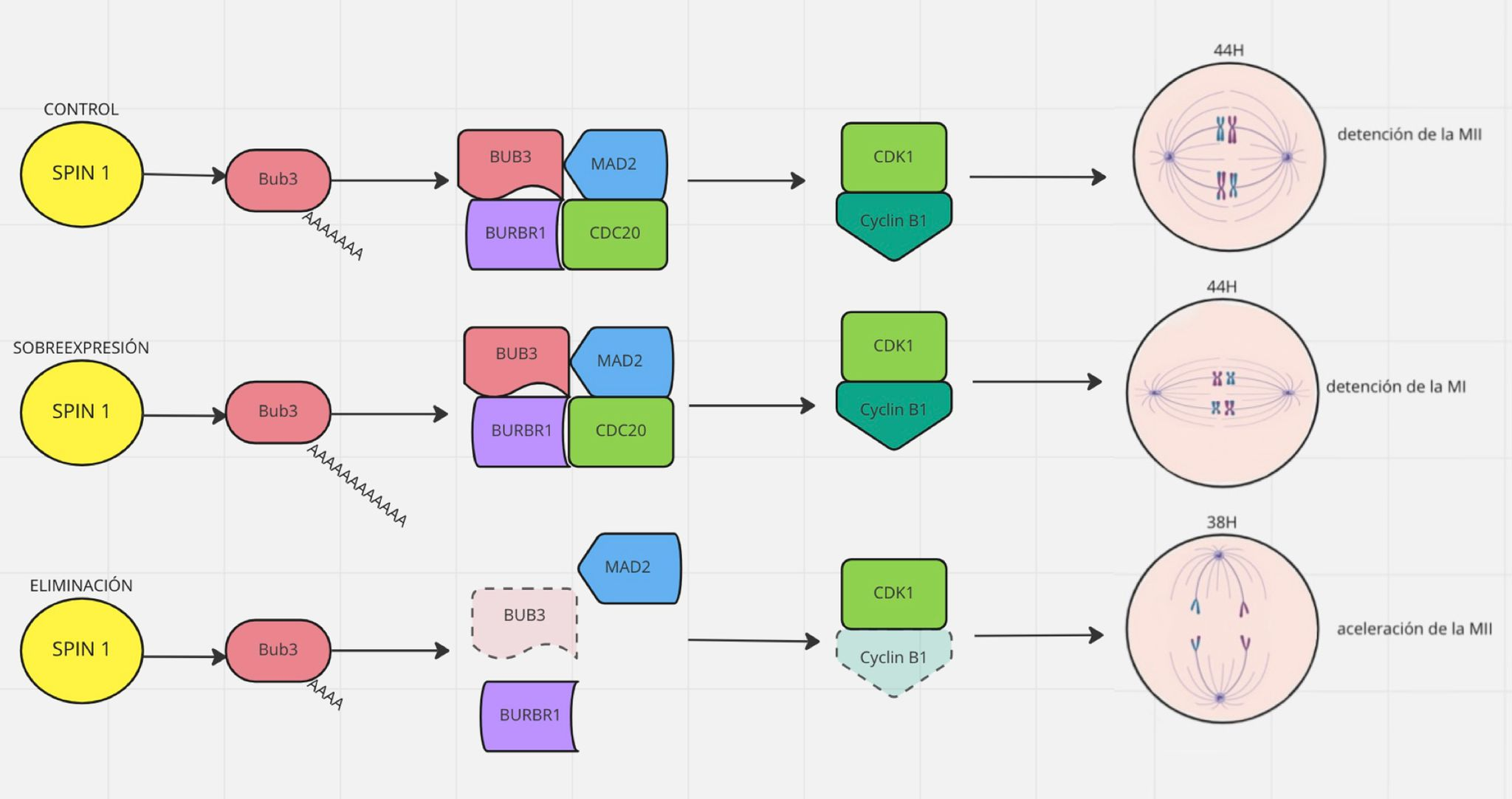
Los ovocitos de control se detuvieron en la etapa MII a las 44 horas de maduración in vitro. Los ovocitos sobreexpresados de SPIN1 se inmovilizaron anormalmente en MI a las 44 h sin progresar a MII, inducido por el BUB3 estado de la cola poli(A) y transcripción de BUB3. Por el contrario, la detención de SPIN1 aceleró la primera extrusión del cuerpo polar en la MII, aunque los ovocitos mostraron formación anormal del huso y segregación cromosómica.
MI: metafase I; MII: metafase II; SPIN1: Spindlin-1

Se ha demostrado que SPIN1 actúa como regulador de la via RP-MDM2-p53 encargada de impedir la proliferación celular y por ende el crecimiento de células tumorales. El supresor de tumores p53 es una proteína que se activa frente a factores de estrés celular e inicia determinados mecanismos para reducir esta señal. La pérdida de este componente provoca daños perjudiciales para el genoma, se ha comprobado que el 50% de los cánceres humanos presentan mutaciones en el gen TP53 (codificante de la proteína p53) que provocan un mal funcionamiento de esta proteína. La inhibición de la biogénesis ribosomal puede activar a p53 a través de la supresión de la actividad de la ubiquitina ligasa E3 MDM2, una oncoproteína que oculta el dominio N-terminal implicado la activación de la transcripción por lo que intercepta la transcripción de p53  e induce su exportación fuera del núcleo y su posterior ubiquitinización El papel de p53 es posible gracias a la proteína uL18 que, en el núcleo, se une al complejo MDM2 inhibiendo su actividad de ligasa E3 hacia p53, permitiendo que esta lleve a cabo sus funciones. Estudios han observado que SPIN1 se une mediante una interacción específica a uL18 impidiendo que esta inhiba MDM2 lo que tiene como consecuencia la ubiquitinización y degradación de p53 en la célula lo que provoca el crecimiento anormal de las células. Además, para confirmar esta observación un estudio bloqueó el gen de SPIN1 (protein knockdown) lo que supuso la liberación de las proteína uL18 que se unieron al complejo MDM2 permitiendo la activación de p53 provocando la apoptosis celular e impidiendo la proliferación celular. En conclusión, la sobreexpresión de SPIN1 provoca la aparición y el crecimiento de tumores porque provoca la inhibición de la proteína p53. 
La vía de señalización canónica de Wnt (Wingless signaling pathway) está bien caracterizada por una serie de pasos, que incluyen el inicio de la unión de las proteínas Wnt a los receptores, la transducción mediante la estabilización y la translocación nuclear β-catenin, y desencadenar la expresión del gen diana de TCF/LEF (factor de células T/factor potenciador de linfoides) y coactivadores. La sobreactivación de la señalización de Wnt puede aumentar la proliferación maligna y la invasión de células cancerosas, lo que conduce a la tumorgénesis. La expresión aberrante de SPIN1 se asoció fuertemente con la activación inapropiada de la señalización de Wnt en los cánceres. De dos formas: En primer lugar, SPIN1 interactúa con TCF-4 para activar la transcripción de genes diana oncogénicos, como c-Myc y ciclina D1. En segundo lugar, como lector de marcas de metilación de histonas, SPIN1 identifica el dual H3 K4me3miR8me2a patrón de metilación en los promotores de estos genes diana y activa su transcripción.
La vía de señalización PI3K/AKT/mTOR (mTOR: Diana de rapamicina en células de mamífero) juega un papel clave en la promoción de la proliferación de células cancerosas, la antiapoptosis y la transformación maligna. La PI3K activada (una fosfatidilinositol cinasa intracelular) puede activar la AKT (una proteína cinasa específica de serina/treonina) mediante señales extracelulares. La AKT activada se transloca desde la membrana plasmática al citoplasma y al núcleo, donde fosforila sustratos para mejorar o inhibir la actividad de las proteínas diana. La vía PI3K/AKT sirve como vía de señalización de SPIN1. La eliminación de SPIN1 restringe significativamente la expresión de moléculas clave en la vía PI3K/AKT, incluidas PIK3CA, AKT1/2/3, CREB1 y BCL2. Además, ante un efecto negativo en las células de glioma, la restauración de la expresión de SPIN1 es capaz de rescatar la proliferación celular y la progresión del ciclo celular al aumentar los niveles de p-AKT, p-mTOR, Cyclin D1 y BCL- XL y activar el vía PI3K/AKT.
La vía RET participa en la activación de PI3K/AKT para influir en la supervivencia y proliferación celular. El GDNF (factor neurotrófico derivado de la línea de células gliales) se une al protooncogén RET en la superficie celular, activando así la vía de señalización. SPIN1 podría co-localizarse con el factor de transcripción MAZ en los sitios H3K4me3 del promotor GDNF para mejorar la expresión de GDNF.

#### Relación con el metabolismo lipídico
SPIN1 podría modular el metabolismo anormal de los lípidos aumentando los triglicéridos intracelulares, el colesterol y lipid droplets en las células del hepatoma, lo que podría aumentar notablemente la proliferación de las células del hepatoma. Según los estudios, el microarray de tejidos mostró que el 75% (60/80) de los tejidos de carcinoma hepatocelular (HCC) eran positivos para SPIN1, que se expresaba altamente en las muestras clínicas de HCC y se asociaba positivamente con la malignidad del HCC. Mecánicamente, SPIN1 funciona como un coactivador transcripcional al alza de la expresión de la enzima FASN (sintasa de ácidos grasos) en las células de hepatoma. SPIN1 co-activó el factor transcripcional SREBP1c (Sterol Regulatory Element Binding Protein 1c) en el promotor de FASN a través de la interacción con SREBP1c. Además, SPIN1 promovió el crecimiento del cáncer de hígado in vitro e in vivo y los niveles de triglicéridos intracelulares, colesteroles y gotas de lípidos aumentaron en los tejidos tumorales de los ratones. En conclusión, SPIN1 modula el metabolismo anormal de los lípidos y potencia el crecimiento del cáncer de hígado a través de la señalización FASN desencadenada por SREBP1c. Desde el punto de vista terapéutico, SPIN1 puede servir como una nueva diana para el HCC.

### Relación entre SPIN 1 y cáncer de pulmón
Se ha revelado que Spindlin 1 (SPIN1) está involucrado en la progresión tumoral y la carcinogénesis. Aun así, el papel de SPIN1 en el cáncer de pulmón de células no pequeñas (NSCLC) y los mecanismos moleculares subyacentes a SPIN1 en NSCLC humano siguen sin determinarse. La función de SPIN1 en NSCLC humano fue examinada y se llegó a la conclusión que la expresión de SPIN1 estaba estrechamente relacionada con el mal pronóstico de los pacientes con NSCLC  y la supervivencia general. En efecto, tiene mucha importancia, en la progresión del cáncer, la regulación de los microARN (miARN). miR-409 inhibe la expresión de SPIN1 al unirse directamente a la UTR 3 ' de SPIN1. La migración celular, el crecimiento y la proliferación fueron suprimidos mediante la inhibición de SPIN1 in vitro e in vivo por la sobreexpresión de miR-409. miR-409 regula la vía PI3K/AKT (proteína quinasa B) en NSCLC. Además, los datos clínicos mostraron que los pacientes con NSCLC con altos niveles de miR-409 presentaban una mejor supervivencia. La expresión de miR-409 también se asoció negativamente con la expresión de SPIN1. Generalmente,  estos hallazgos remarcan que el eje miR-409/SPIN1 es una red reguladora pleiotrópica útil y podría predecir el potencial metastásico en pacientes con NSCLC de manera temprana, hecho que indica la posibilidad de que miR-409 y SPIN1 puedan ser marcadores pronósticos atractivos para el tratamiento de pacientes con NSCLC.

### Spindlin en la regulación del ciclo celular
Spindlin1 puede alterar el ciclo celular. La estructura, que contiene tres repeticiones de cinco o cuatro cadenas beta antiparalelas, exhibe una disposición singular de dominios tipo Tudor en pareja. El bucle largo entre los dominios I y II y estabilizado por dos iones de fosfato, quelados por Thr-95 y otros residuos, podría mediar en la actividad de regulación del ciclo celular de spindlin1. Los experimentos de citometría de flujo muestran que las células que expresan spindlin1 tienen una distribución del ciclo celular diferente en la mitosis, en cambio, las que expresan un mutante T95A (que presentan una gran disminución en el contenido de fósforo)  tienen poco efecto sobre el ciclo celular.

## Inhibidores
Anteriormente, se habían documentado dos inhibidores débiles de SPIN1: El primero, A366 fue un inhibidor potente pero no selectivo de SPIN1. Más tarde se identificaron una clase de compuestos bivalentes representados por EML631 que ocupan los dominios tudor I y II de SPIN1, estos demostraron ser inhibidores selectivos y activos celulares de SPIN1 con una afinidad de unión relativamente débil, además, su peso molecular considerablemente alto (EML631 = 685 Da) generaba dificultades de optimización.
Con el descubrimiento de UNC0638, un inhibidor muy potente de las histonas metiltransferasas G9a y GLP, se observó actividad inhibidora débil sobre SPIN1. Tras su optimización experimental, este dio como resultado el descubrimiento de un compuesto inhibidor de SPIN1 potente, selectivo y activo en células MS31. El compuesto inhibió potentemente la unión de péptidos que contenían trimetillisina a SPIN1. Mostró una alta afinidad de unión, fue altamente selectivo para SPIN1 sobre otros lectores y escritores epigenéticos, involucró directamente a SPIN1 en las células y no fue tóxico para las células no tumorgénicas. La estructura cristalina del compuesto SPIN1 indicó que se une selectivamente al dominio tudor II de SPIN1. También fue diseñado un compuesto estructuralmente similar pero inactivo (MS31N) como control negativo. Los resultados demostraron por primera vez que se pueden generar inhibidores similares a fragmentos potentes, selectivos y activos en células dirigiéndose a un solo dominio tudor.
Los inhibidores similares a fragmentos pueden poseer una alta energía de unión intrínseca y, a menudo, exhiben una alta eficiencia de ligando. Sus pesos moleculares bajos dejan un amplio espacio para instalar grupos funcionales adicionales en la optimización de leads, lo que podría resultar en candidatos a fármacos con mayor potencia y propiedades fisicoquímicas mejoradas, como la solubilidad acuosa, la permeabilidad de la membrana y la biodisponibilidad oral. Por lo tanto, los inhibidores similares a fragmentos son valiosos puntos de partida para los esfuerzos de desarrollo de fármacos, además de ser herramientas útiles para los estudios de biología química. Aquí, el descubrimiento de un inhibidor similar a un fragmento, MS31 con un peso molecular inferior a 350, interrumpió potente y selectivamente en interacciones proteína-proteína entre SPIN1 y H3K4me3.